# Dadsonite
La dadsonite è un minerale.